# Aizarnazabal
Aizarnazabal – gmina w Hiszpanii, w prowincji Guipúzcoa, w Kraju Basków, o powierzchni 6,55 km². W 2011 roku gmina liczyła 766 mieszkańców.